# Parco nazionale di Exmoor

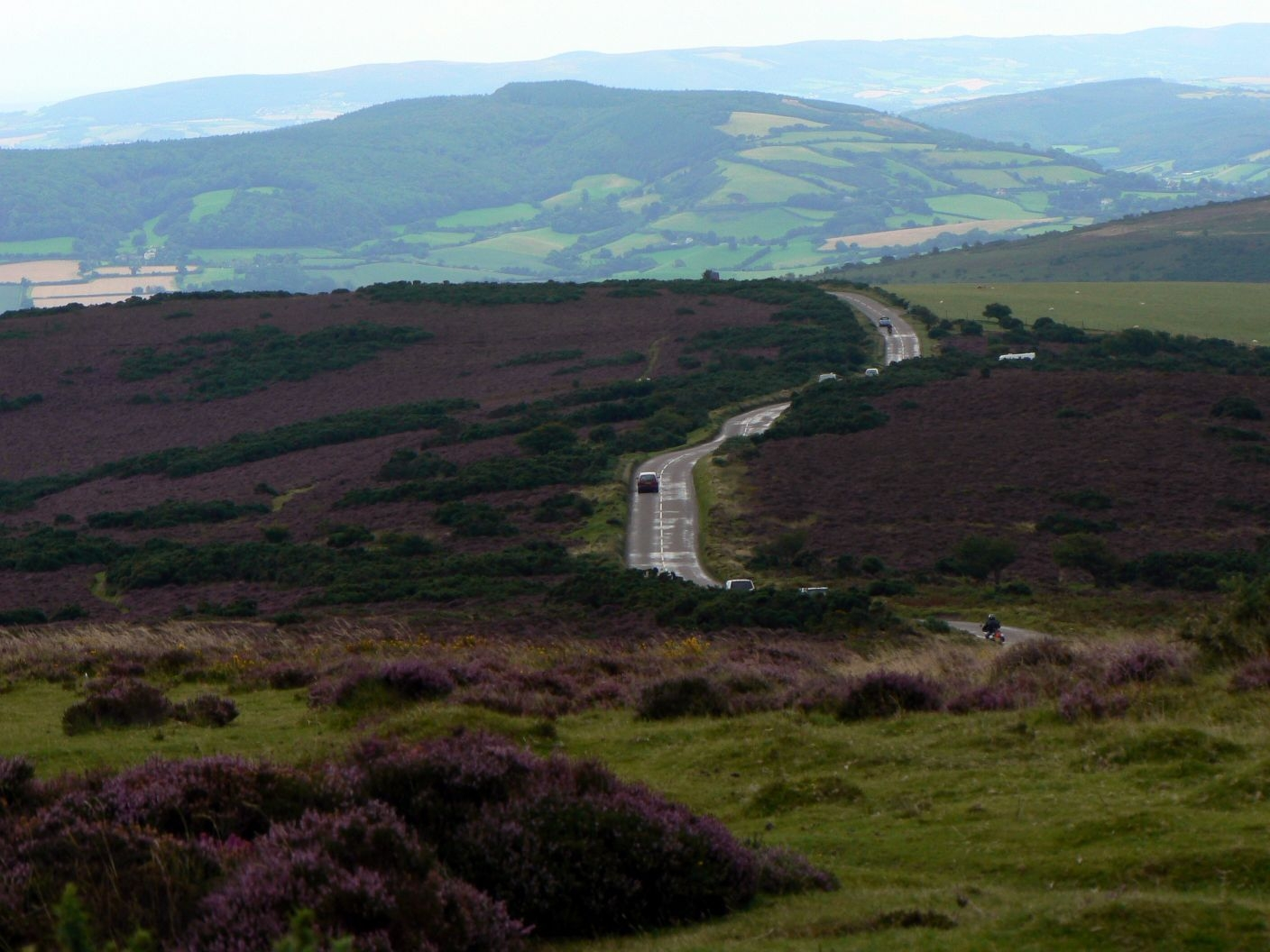
La brughiera dell'Exmoor attraversata dall'autostrada A39

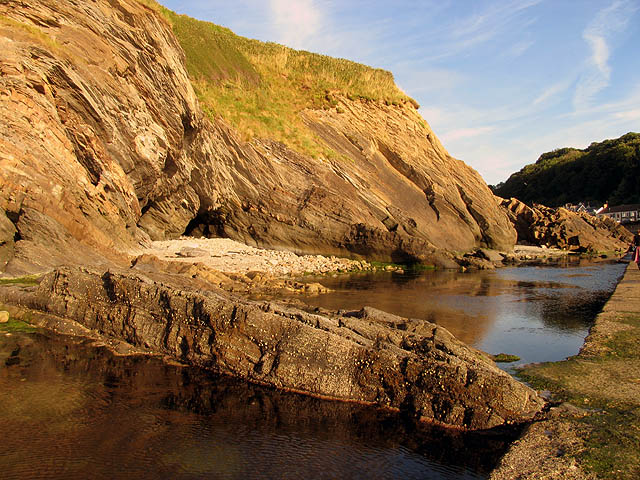
Exmoor: scogliere a Combe Martin

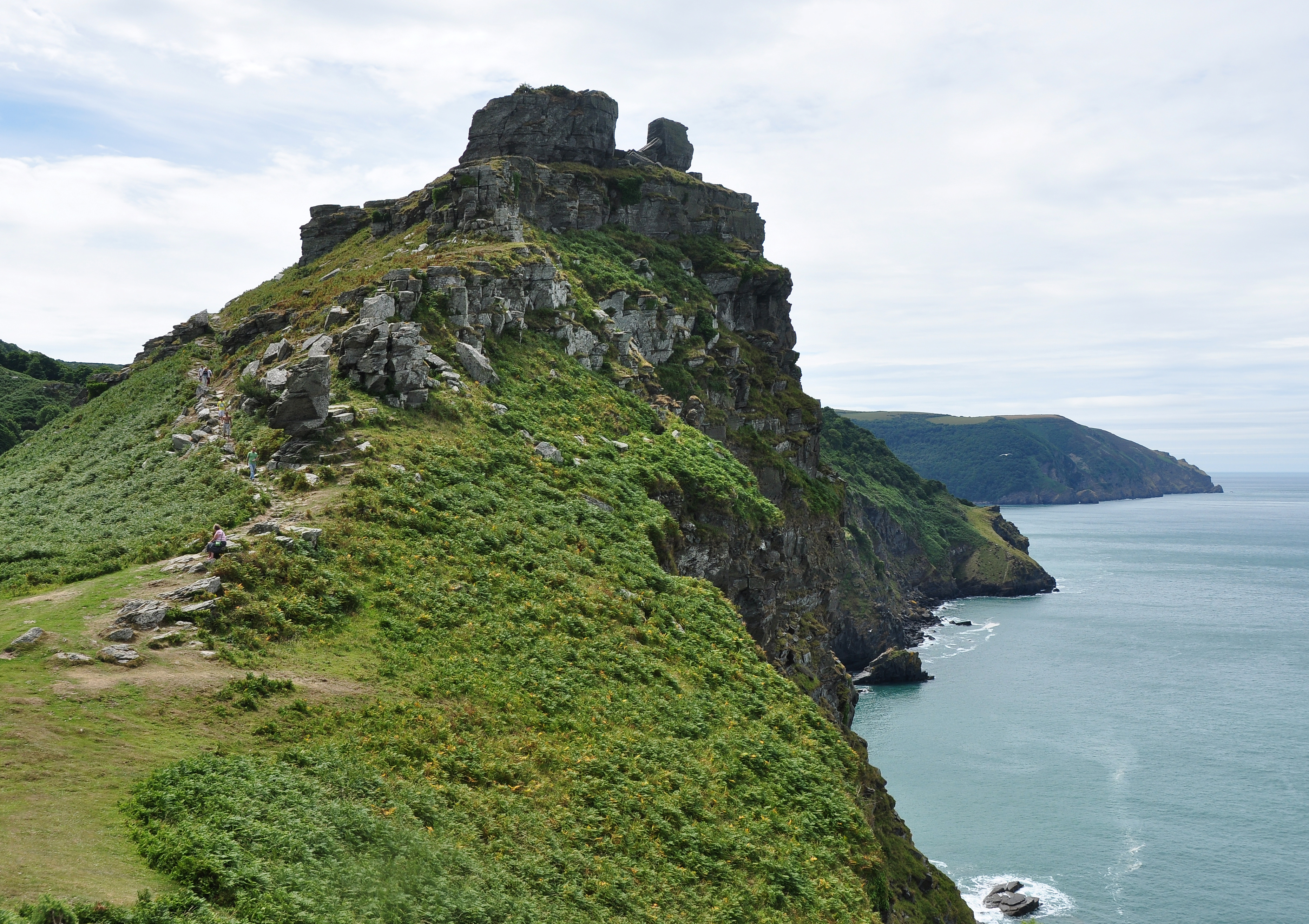
Exmoor: la Valley of the Rocks

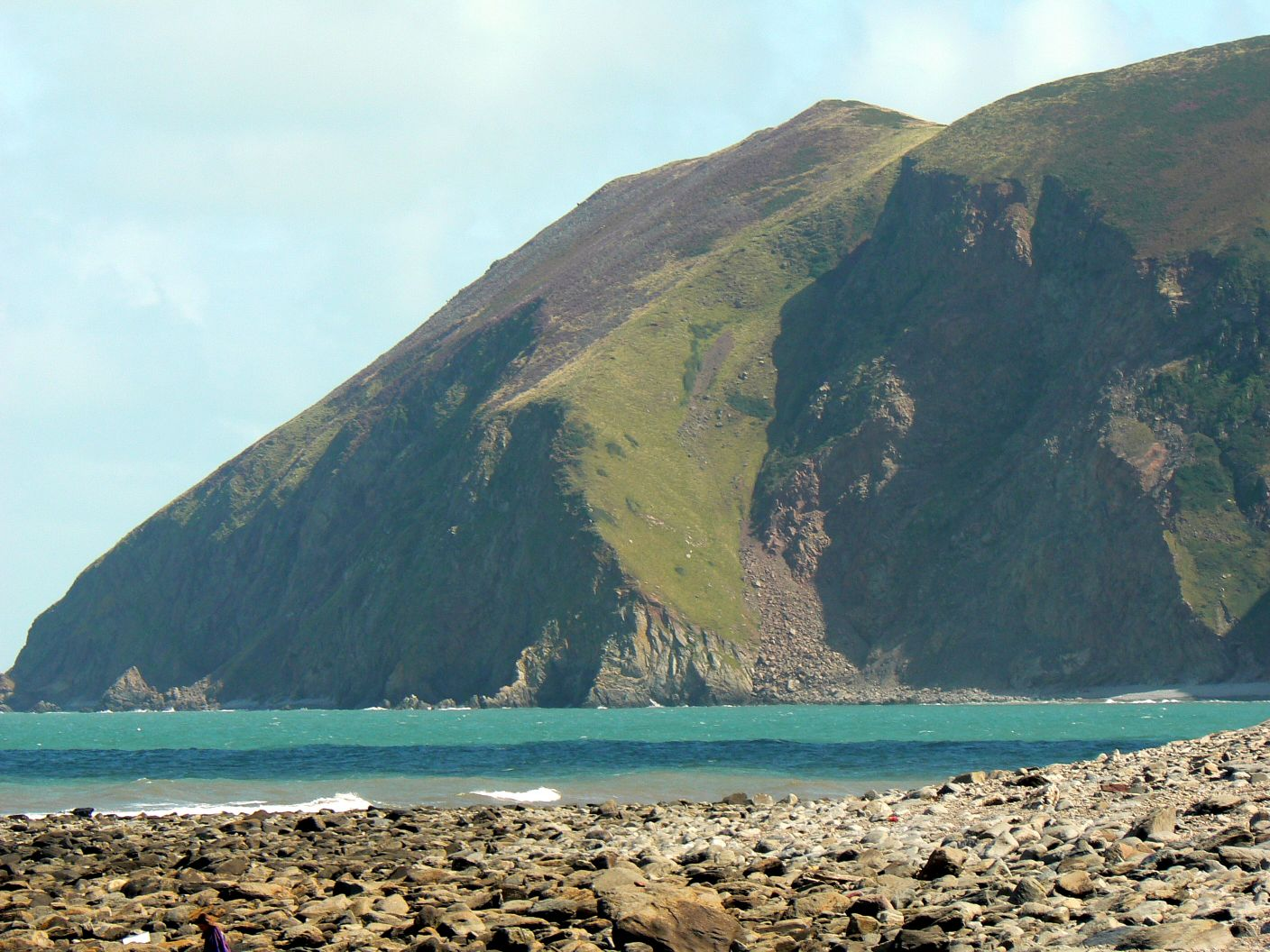
Exmoor: la costa nei pressi di Lynton

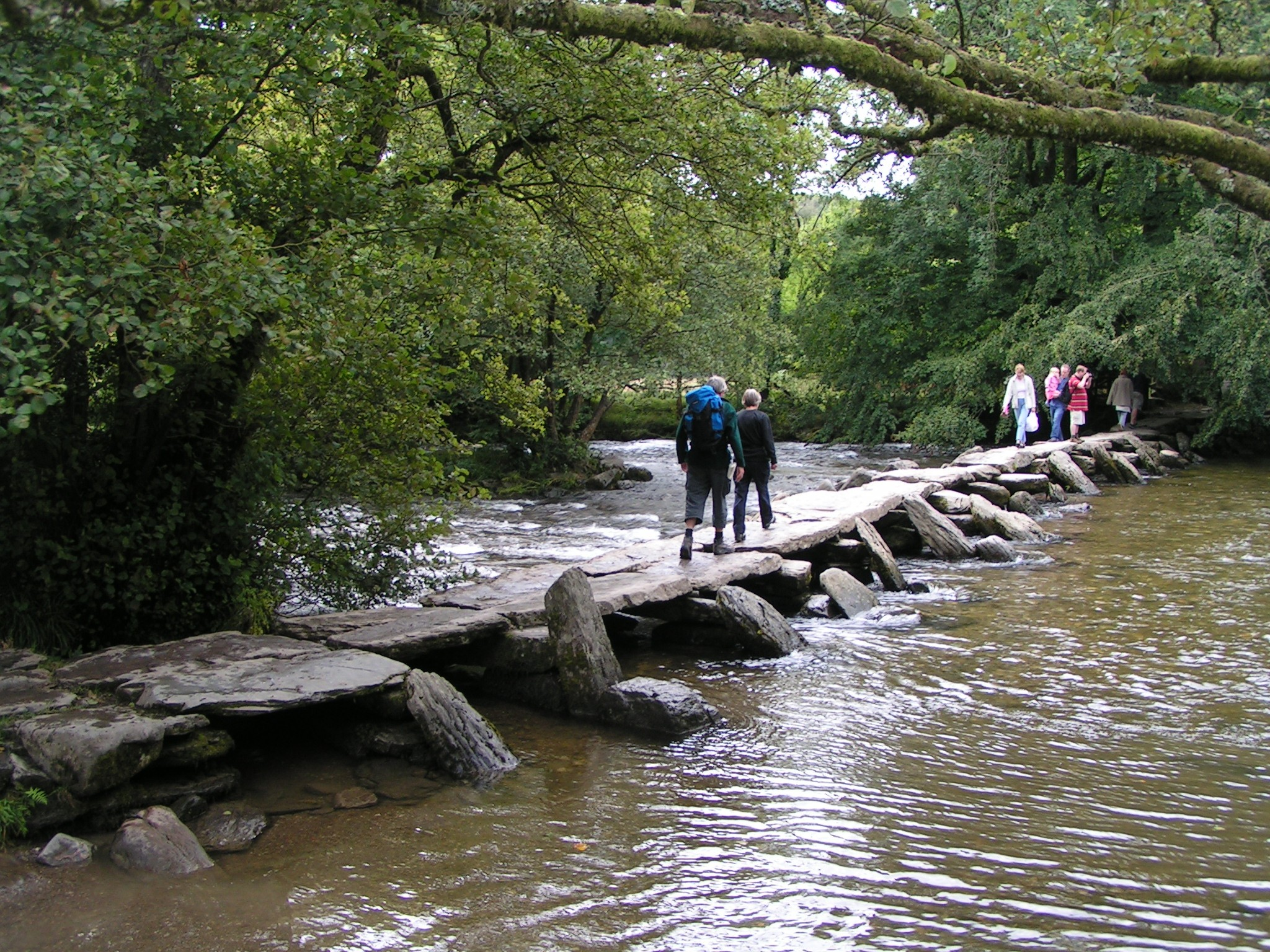
Exmoor: il ponte noto come Tarr Steps

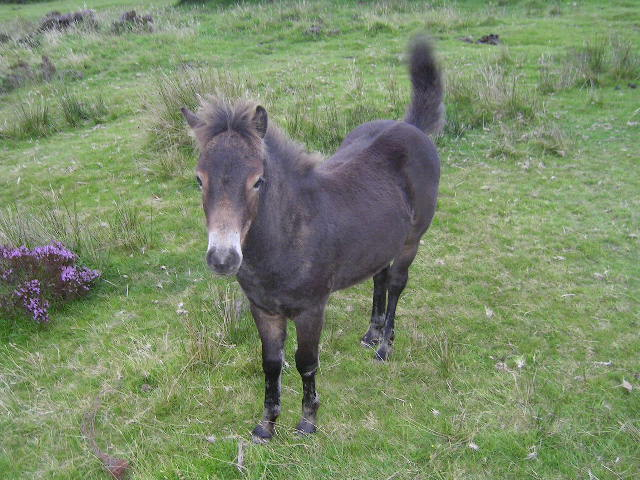
Un pony nell'Exmoor

Il parco nazionale di Exmoor (in inglese Exmoor National Park) è un'area protetta di 665 km² dell'Inghilterra sud-occidentale, che si estende tra il tratto nord-orientale della contea del Devon (per il 29%) e il tratto nord-occidentale della contea del Somerset (per il 71%), dall'interno fino alla costa che si affaccia sul Canale di Bristol, e che è stata dichiarata parco nazionale a partire dal 1954.

Prende il nome dal fiume Exe, il principale corso d'acqua dell'area.
La zona è una delle terre agricole più antiche della Gran Bretagna.

## Geografia

### Collocazione
Il parco nazionale si estende tra i distretti del North Devon, Mid Devon e West Somerset. Il confine nord-occidentale del parco è segnato dalla località di Combe Martin (Devon), quello nord-orientale dalle località del Somerset Watchet, Washford e Williton (situate poco al di fuori dei confini del parco) e quello meridionale dalle località di Hawkridge e Dulverton, sempre nel Somerset.
A sud-est si trova la catena montuosa delle Brendon Hills, con la collina di Dunkery Beacon, la vetta più alta dell'area (520 m).

### Territorio
Il territorio del parco nazionale è caratterizzato da alte brughiere, valli scoscese, prati, boschi e baie.

#### Fiumi[4]
- Barle
- Exe

#### Laghi[4]
- Lago di Wimbleball

## Storia
L'area è citata come terra agricola sin dai tempi del Domesday Book (XI secolo).
Nel XII secolo la zona divenne riserva di caccia reale e vi furono introdotti i cervi selvatici.
Fino al 1818, l'Exmoor Forest, la foresta situata nel tratto sud-occidentale dell'area, rimase appannaggio esclusivo delle battute di caccia della famiglia reale.
Il 27 gennaio 1954 iniziò il processo per la trasformazione in parco nazionale dell'area, divenuta effettiva a partire dal 19 ottobre dello stesso anno.

## Flora & Fauna

### Fauna
Tra le specie che vivono nell'area vi è il cervo, la pecora cornuta e il pony. È la riserva naturale di cervi rossi più grande della Gran Bretagna.

#### Il pony Exmoor
Nel parco vivono circa 500 esemplari del pony Exmoor, una specie che presenta delle similitudini con il progenitore dell'attuale cavallo.

## Economia
Le risorse principali della parte interna dell'area sono l'allevamento e l'agricoltura, mentre lungo la costa vi sono alcuni villaggi di pescatori.

## Turismo
La zona è frequentata dagli amanti delle passeggiate e delle escursioni in bicicletta e a cavallo. Vi si trovano inoltre alcune stazioni balneari.

### Percorsi segnalati[4]
- Coleridge Way
- Somerset and North Devon Coast Path
- Tarka Trail
- Two Moors Way
- West Country Way

### Luoghi d'interesse[1][5][6][9]
- Arlington Court
- la località di Culbone, con la chiesa più piccola d'Inghilterra[5]
- Dunkery Beacon
- la cittadina di Dunster, con il suo castello
- la Heddon Valley con la Heddon's Mouth
- il villaggio di Exford
- i villaggi di Lynmouth e Lynton
- la località di Malmsmead
- la cittadina di Minehead
- il villaggio di Porlock
- il villaggio di Selworthy
- il Tarr Steps, antico ponte in pietra
- la Valley of the Rocks
- le cascate di Watersmeet

## Leggende
- Secondo una leggenda, nella zona si aggirerebbe una sorta di felino di colore nero, noto come "Bestia di Exmoor", "avvistato" per la prima volta nel 1960 e che sarebbe stato responsabile delle uccisioni di vari capi di bestiame[10].

## L'Exmoor in letteratura
- Nell'Exmoor, precisamente nel villaggio di Porlock, Samuel Taylor Coleridge (1772– 1834) scrisse il poema Kubla Khan[11][12].
- Nell'Exmoor, precisamente tra Watersmeet e Dunkery, è ambientato il romanzo di Richard Doddridge Blackmore (1825-1900) Lorna Doone: A Romance of Exmoor[6].
- Il sentiero di Tarka Trail è stata fonte di ispirazione per il romanzo di Henry Williamson (1895-1977) Tarka la lontra[4].
- Nel piccolo villaggio di Shipcott e nella brughiera dell'Exmoor sono ambientati i romanzi gialli di Belinda Bauer Blacklands (2010) e Negli Occhi dell'Assassino (2011).

## L'Exmoor nel cinema e nelle fiction
- Nell'Exmoor sono state girate alcune scene del film del 1934 Lorna Doone, tratto dall'omonimo romanzo[13].
- Nell'Exmoor sono state girate alcune scene del film del 1976 La tana della volpe rossa[13].
- L'Exmoor è stata una delle location della serie televisiva del 1989 Maid Marian and Her Merry Men[14].
- L'Exmoor è stata una delle location del film del 1993 con Juliet Stevenson e Joanne WhalleyThe Secret Rapture[13].
- Nell'Exmoor sono state girate alcune scene del film TV del 1994 con Catherine Zeta-Jones e Clive Owen The Return of the Native[14].
- L'Exmoor è stata una delle ambientazioni del film del 2000, diretto da Julien Temple, Pandaemonium[14].
- Nell'Exmoor è stato girato un episodio della serie televisiva Coast, intitolato Exmouth to Bristol[13].